# Manuela Sim-Sim
Manuela Sim-Sim (1959) es una botánica, brióloga, taxónoma, y profesora portuguesa. Ha trabajado extensamente sobre la flora vascular de Portugal. Desarrolla actividades profesionales como investigadora principal de la Facultad de Ciencias de la Universidad de Lisboa. Y ha participado en expediciones botánicas a Madeira.
En 1982, obtuvo la licenciatura en biología por la Facultad de Ciencias, de la Universidad de Lisboa. Y en 1995 el PhD en ecología y sistemática, por la Carrera del Investigador de la misma casa de altos estudios.
Ha sido parte en la "Base de Dados de Projectos do Programa Nacional de Re-Equipamento Científico", del Ministerio de Ciencia y Tecnología de Portugal

## Algunas publicaciones
- c. Garcia, c. Sérgio, m. Sim-Sim. 2012. Folioceros incurvus (Stephani) D.C. Bhardwaj. En: L Ellis et al. New national and regional records, 30. J. of Bryology 34(1): 46

- ------------, -----------, ----------. 2012. Phaeoceros carolinianus (Michx.) Prosk. En: L Ellis et al. New national and regional records 30. J. of Bryology 34(1): 48

- ------------, -----------, j.c. Villarreal, m. Sim-Sim, f. Lara. 2012. The hornworts Dendroceros Nees and Megaceros Campb. in São Tomé e Príncipe (Africa, Gulf of Guinea) with the description of Dendroceros paivae sp. nov. Cryptogamie, Bryologie 33(1): 3-21

- ------------, m. Sim-Sim, c. Sérgio, s. Stow. 2012. Jungermannia exsertifolia Steph. Subsp. cordifolia (Dumort.) Vana. En: L Ellis et al. New national and regional records 30. J. of Bryology 34(3): 238

- ------------, -----------. 2012. Andreaea flexuosa R. Brown bis. subsp. luisieri Sérgio & Sim- Sim, (Andreaeaceae) a new taxon from Madeira Island. Cryptogamie, Bryologie 33(3): 271-277

- cecília l.p. Sérgio, mafalda Carvalho Sim-Sim. 2006. Annotated Catalogue of Madeiran Bryophytes. Nº 10 de Boletim do Museu Municipal do Funchal: Suplemento, dx 0870-3876. Editor Ayuntamiento, 163 pp.

- césar a. Rodrigues Garcia, cecília l.p. Sérgio Costa Gomes, maria m. Pinheiro Sim-Sim. 2006. Briófitos epifitos de ecossistemas florestais em Portugal [texto policopiado]: biodiversidade e conservação. Lisboa. XXII, 415 pp. il. 1 CD-ROM en caja, il. Ed. impresa y en CD-ROM. Bibliografía, pp. 375-408

- cecília l.p. Sérgio, m. Sim-Sim, r. Figueira. 1993. Quantificação da deposição de metais pesados em Portugal, através da análise de briófitos: apresentação dos resultados finais de um programa piloto para Portugal. Editor Direcção Geral da Qualidade do Ambiente, 69 pp. ISBN 9729392072, ISBN 9789729392078

- La abreviatura «Sim-Sim» se emplea para indicar a Manuela Sim-Sim como autoridad en la descripción y clasificación científica de los vegetales.[5]